# Los HP
Los HP fue una serie ecuatoriana transmitida semanalmente por la señal de Ecuavisa en el año 2004. Su contenido es de acción, drama, humor y suspenso político que tratan situaciones reales de temas sociales y acontecimientos que han afectado al país en sus últimos años con algo de ficción. La serie contiene mensajes políticos y moralistas de todo tipo.

## Argumento
La historia trata sobre el entorno político del país, y de un grupo de 4 personas de distintas clases sociales y económicas que después de tanta corrupción deciden juntarse para convertirse en justicieros y enfrentar a sus enemigos. Por lo general se enfrentan a políticos y gente con mucha influencia en los medios, que después de enterarse de los fraudes de corrupción que estos cometen, buscan la manera de humillarlos públicamente y hacer que las cosas resulten tanto a su favor y al que solicita sus servicios, como a la de los más necesitados.

## Personajes

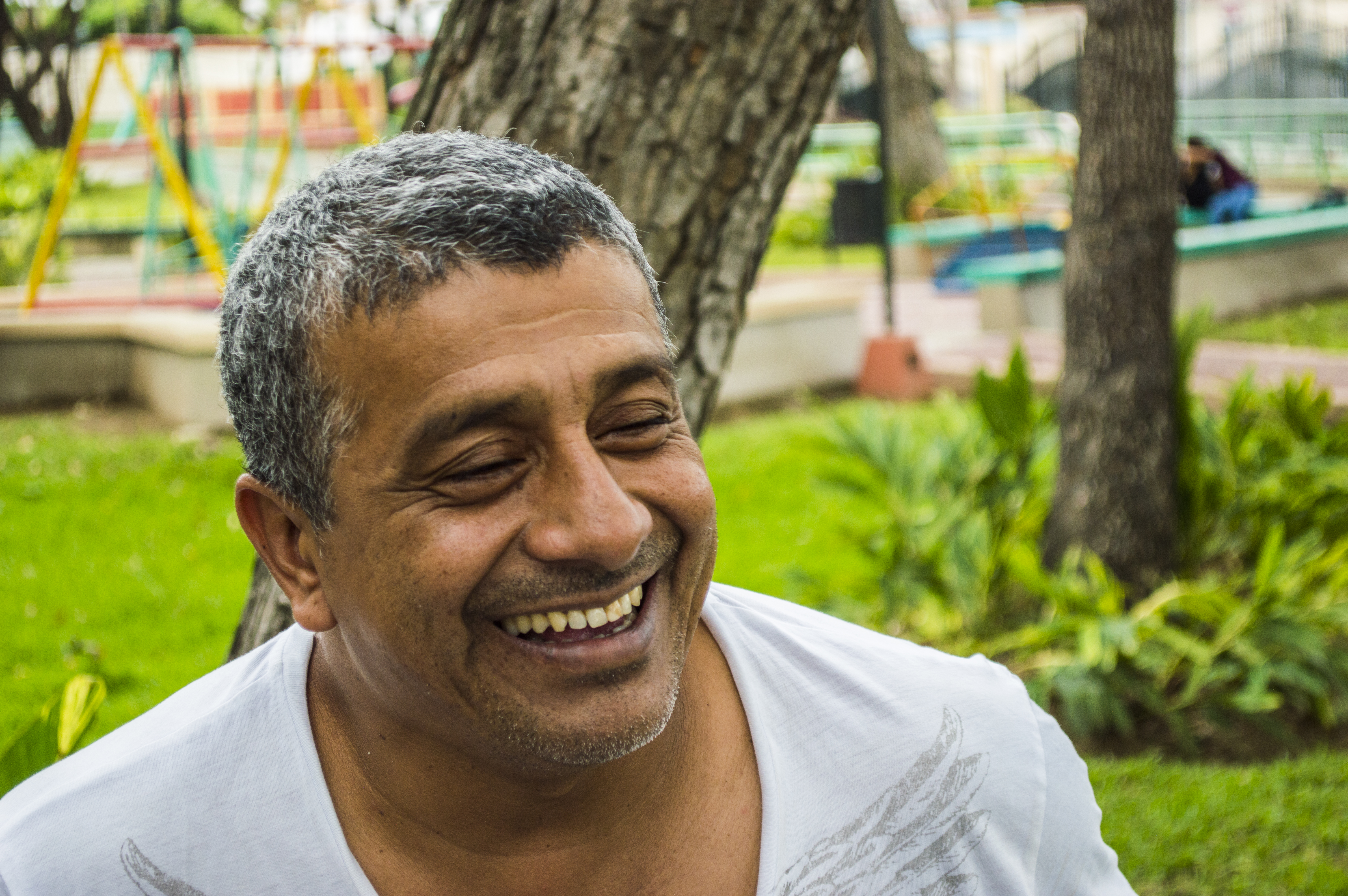
Carlos Valencia, actor que interpreta a Charlie, en 2015.

- Carlos Valencia[3][4][5] es Charlie, un diseñador de modas, quien por parte de su familia contó con un buen nivel económico hasta el momento de producirse el feriado bancario que perjudicó al país.[1]
- Martín Calle es Martín, el que menos suerte ha tenido en el grupo, de familia de escasos recursos y humilde, fue un ladrón reformado que después de salir de prisión pasó a formar parte del grupo.[1]
- Karen Flores[6] es Tatiana, una ex policía que abandonó el Cuartel Modelo para unirse a Los HP.[1]
- Santiago Naranjo es Santiago, un ex diputado que terminó por unirse a Los HP, después de querer volver a la política sin poder conseguirlo.[1]

## Producción

### Concepción
Paco Cuesta creó la serie, la cual tenía en mente un año antes de su estreno, en 2003, manteniendo un análisis cuidadoso en el nombre, concepto e intención del espacio, logrando de forma humorística, real y dramática una especie de denuncia social desde varios puntos de vista. Es por ello que la serie se maneja como multigénero, debido a la mezcla de comedia, suspenso, drama, que presenta cada capítulo y de lo cual los personajes no están exentos. Si bien la serie es de ficción, los temas presentados son verdaderos, es decir de acuerdo a los acontecimientos políticos de la época, manejados desde el universo ficticio de los personajes. Marcos Espín fue el productor de la serie.
Las iniciales de Los HP que aparenta tener una connotación vulgar, realmente quiere decir "Los Hijos de la Patria", siendo las primeras letras de ambas palabras las que le dan el nombre a la serie.

### Filmación
Los cuatro primeros capítulos de la serie fueron rodados en Quito.